# Australoechus spinibarbus
Australoechus spinibarbus är en tvåvingeart som först beskrevs av Mario Bezzi 1921.  Australoechus spinibarbus ingår i släktet Australoechus och familjen svävflugor. Inga underarter finns listade i Catalogue of Life.